# Helene-Weber-Preis

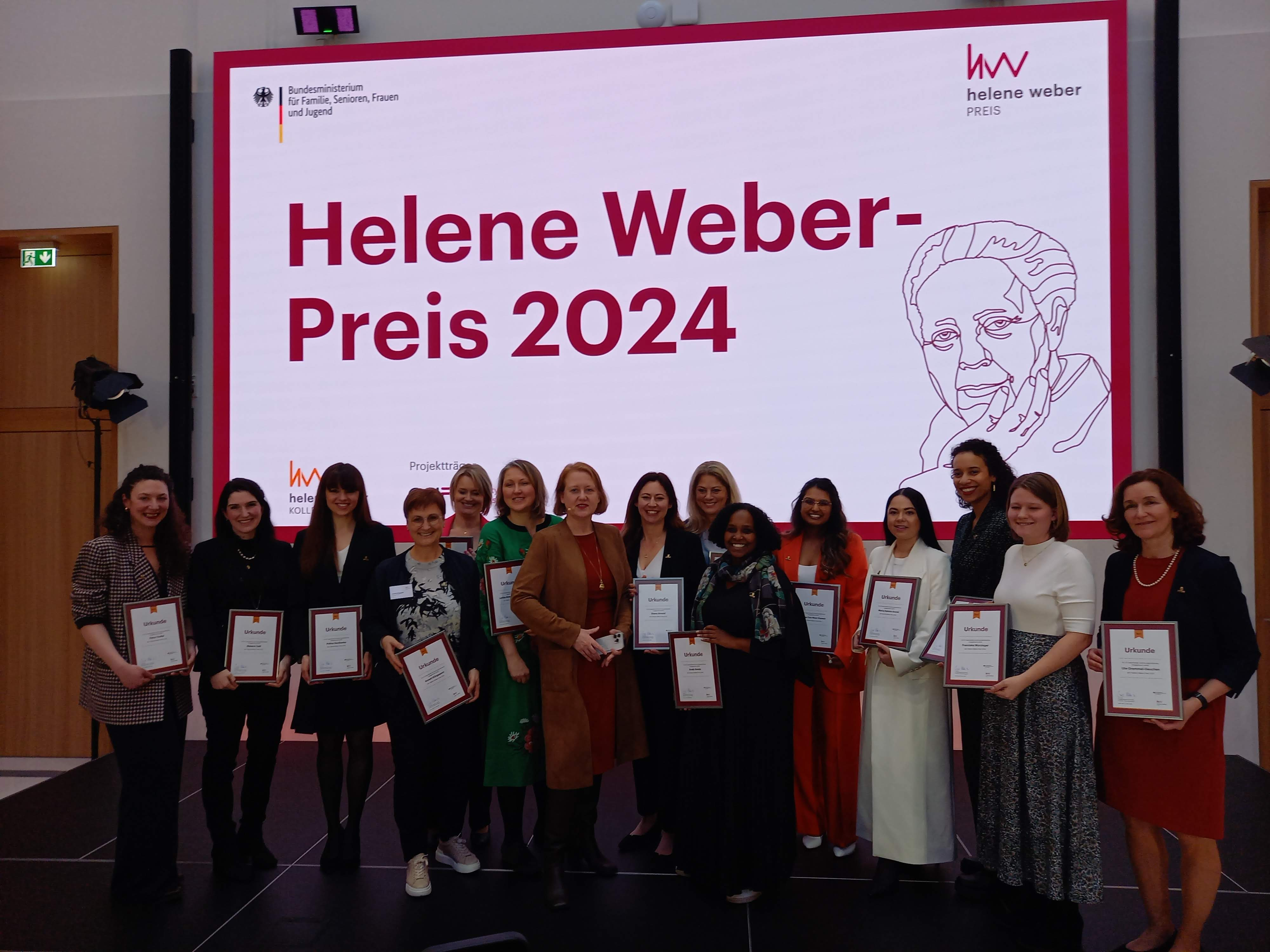
Die Preisträgerinnen 2024 mit Ministerin Lisa Paus

Der Helene-Weber-Preis ist eine Auszeichnung für Frauen, die sich aktiv in der Kommunalpolitik engagieren und in ihrer ersten oder maximal zweiten Wahlperiode ein kommunalpolitisches Mandat in Deutschland ausüben und dabei „durch herausragendes Engagement hervorstechen“.

## Beschreibung
Der Preis wird vom Bundesministerium für Familie, Senioren, Frauen und Jugend ausgeschrieben und jeweils an 15 Nachwuchspolitikerinnen vergeben. Er ist nach der CDU-Bundestagsabgeordneten Helene Weber (1881–1962) benannt, eine der vier „Mütter des Grundgesetzes“. Am 5. Mai 2009 wurde der Preis anlässlich des 60-jährigen Bestehens des Grundgesetzes durch die damalige Bundesfamilienministerin Ursula von der Leyen erstmals vergeben. Weitere Verleihungen erfolgten in den Jahren 2011, 2015, 2020 und 2024.
Vorschlagsrecht für jeweils eine Kandidatin haben ausschließlich Abgeordnete des Deutschen Bundestages. Über die Preisvergabe entscheidet eine parteiübergreifende zwölfköpfige Jury unter dem Vorsitz des Familienministeriums.
Die Preisträgerinnen erhalten ein Preisgeld für Aktivitäten in ihren Kommunen sowie Trainings und Unterstützung beim Aufbau ihres Netzwerks. Sie sind außerdem im „Helene-Weber-Netzwerk“ organisiert.

## Liste der Preisträgerinnen
2009 (in alphabetischer Reihenfolge)
- Katja Barbara Bär, Stadträtin (Bad Dürkheim)
- Christina Baumgärtel, Kreisrätin (Landkreis Reutlingen)
- Almut Broihan, Ratsfrau (Vienenburg)
- Hannelore Christ, Stadträtin (Straubing)
- Ingrid Dziuba-Busch, Kreistagsabgeordnete (Landkreis Lüneburg)
- Claudia Felden, Gemeinderätin in (Leimen)
- Pierrette Herzberger-Fofana, Stadträtin (Erlangen)
- Christine Klein, Stadtverordnete (Bensheim)
- Notburga Kunert, Kreistagsabgeordnete (Rhein-Sieg-Kreis)
- Dorothea Maisch, Gemeinderätin (Gaggenau)
- Gabriele Off-Nesselhauf, Stadträtin (Germering)
- Marion Philipp, Landrätin (Landkreis Saalfeld-Rudolstadt)
- Tanja Sagasser, Stadträtin (Heilbronn)
- Elke Staubach, Gemeinderätin (Leonberg)
- Elisabeth Stremlau, Stadtverordnete (Dülmen)

2011 (in alphabetischer Reihenfolge)
- Zeliha Aykanat, Ratsfrau (Nordenham)
- Maria Beck, Bürgermeisterin (Priesendorf)
- Petra Budke, Gemeindevertreterin (Dallgow-Döberitz)
- Ute Clechowitz, Stv. Bürgermeisterin (Uelzen)
- Elke Cordes, Stadträtin (Soltau)
- Marlies Ehbrecht, Bezirksratsfrau (Hannover Vahrenwald-List)
- Hillgriet Eilers, Stadträtin (Emden)
- Julia Frank, Stadträtin (Lorch)
- Barbara Haimerl, Kreisrätin (Landkreis Cham)
- Susanne Herweg, Stadtvertreterin (Schwerin)
- Gundula Knäbe, Bürgermeisterin (Zirkow)
- Sylvie Nantcha, Stadträtin (Freiburg)
- Anja Reinalter, Stadträtin (Laupheim)
- Josefa Schmid, Bürgermeisterin und Kreisrätin (Kollnburg/Landkreis Regen)
- Ulla Thönnissen, Mitglied des StädteRegionstages (Städteregion Aachen)

2015 (in alphabetischer Reihenfolge)
- Lisa Badum (Bü 90/Grüne; Kreis Forchheim; BY)
- Barbara Becker (CSU; Kreis Kitzingen; BY)
- Simone Briese-Finke (Bü 90/Grüne; Rostock; MV)
- Bianca Dausend (CDU; Schwerte; NW)
- Alev Deniz (SPD; Berlin-Mitte; BE)
- Ayfer Fuchs (Bü 90/Grüne; Schweinfurt; BY)
- Christina Gerth (parteilos; Cottbus; BB)
- Ulrike Grimm (CSU; München; BY)
- Birgitt Höhn (Bü 90/Grüne; Rees; NW)
- Maryam Javaherian (CDU; Königstein im Taunus; HE)
- Nazan Kapan (SPD; Mannheim; BW)
- Cathleen Kiefert-Demuth (SPD; Rostock; MV)
- Cornelia Klisch (SPD; Erfurt; TH)
- Josephine Ortleb (SPD; Saarbrücken; SL)
- Annika Popp (CSU; Leupoldsgrün; BY)
- Ye-One Rhie (SPD; Aachen; NW)
- Sabine Saam (CSU; Baunach; BY)
- Elisabeth Schwerin (parteilos; Kreis Mittelsachsen; SN) (Hauptpreisträgerin)
- Aferdita Suka (Bü 90/Grüne; Tempelhof-Schöneberg; BE) (Hauptpreisträgerin)
- Ina Zimmermann (CDU; Saalekreis; ST)

2020 (in alphabetischer Reihenfolge)
- Christine Finke (Junges Forum, Baden-Württemberg)
- Afra Gamoori (SPD, Niedersachsen)
- Katja Glybowskaja (SPD, Thüringen)
- Susanne Häcker (Bündnis 90/Die Grünen, Baden-Württemberg)
- Sandra Huber (Bündnis 90/Die Grünen, Bayern)
- Christine Jung (SPD, Saarland)
- Marion Övermöhle-Mühlbach (CDU, Niedersachsen)
- Marion Prange (parteilos, Sachsen)
- Silvia Rabethge (CDU, Mecklenburg-Vorpommern)
- Lena Schwelling (Bündnis 90/Die Grünen, Baden-Württemberg)
- Heidi Terpoorten (Bündnis 90/Die Grünen, Bayern)
- Ana-Maria Trăsnea (SPD, Berlin)
- Annkathrin Wulff (SPD, Baden-Württemberg)
- Miro Zahra (Bündnis 90/Die Grünen, Mecklenburg-Vorpommern)
- Sarah Zalfen (SPD, Brandenburg)

(Quelle:)
2024 (in alphabetischer Reihenfolge)
- Diana Arnold (CDU, Baden-Württemberg)
- Anab Awale (SPD, Berlin)
- Lenka Alzbeta Brodbeck (Bündnis 90/Die Grünen, Hamburg)
- Marilena Geugjes (Bündnis 90/Die Grünen, Baden-Württemberg)
- Polina Gordienko, (SPD, Bayern)
- Ute Gremmel-Geuchen (CDU, Nordrhein-Westfalen)
- Maria Helmis-Arend (SPD, Nordrhein-Westfalen)
- Ulrike Jary (CDU, Thüringen)
- Hibba-Tun-Noor Kauser (SPD, Hessen)
- Annett Klingsporn (SPD, Brandenburg)
- Onyekachi Oshionwu (Bündnis 90/Die Grünen, Niedersachsen)
- Tina Schuster (FDP, Schleswig-Holstein)
- Petra Teufel (FDP, Thüringen)
- Malena Todt (Bündnis 90/Die Grünen, Hessen)
- Franziska Wurzinger (Bündnis 90/Die Grünen, Bayern)

(Quelle:)